# Кубок Грузії з футболу 1994—1995
Кубок Грузії з футболу 1994–1995 — (також відомий як Кубок Давида Кіпіані) 5-й розіграш кубкового футбольного турніру у Грузії. Титул вчетверте поспіль здобуло Динамо (Тбілісі).

## Перший раунд
| Команда 1              | Заг. | Команда 2                   | 1-й матч | 2-й матч |
| ---------------------- | ---- | --------------------------- | -------- | -------- |
| Сіоні (2)              | -:+  | Гурія                       | 2:2      | -:+      |
| Азоті (Руставі) (2)    | 6:1  | Іберія (Тбілісі) (2)        | 4:1      | 2:0      |
| Динамо (Зугдіді)       | 4:2  | Шевардені-1906              | 2:1      | 2:1      |
| Мерані-91 (2)          | 3:4  | Зооветі (Тбілісі) (2)       | 1:1      | 2:3      |
| Діла (Горі)            | 7:1  | Егрісі (Сенакі) (2)         | 5:0      | 2:1      |
| Колхеті-1913 (Поті)    | 1:2  | Самтредіа                   | 1:0      | 0:2      |
| Чабукіані (2)          | -:+  | Саповнела (Терджола)        | 0:1      | -:+      |
| Іверія (Хашурі)        | 7:1  | Ширакі (Дедоплістскаро) (2) | 3:1      | 4:0      |
| Цхінвалі (2)           | -:+  | Кахеті (Телаві)             | 0:5      | -:+      |
| Динамо (Батумі)        | +:-  | Самгуралі (Цхалтубо)        | +:-      | +:-      |
| Маргветі (Зестафоні)   | -:+  | Металург (Руставі)          | 1:2      | -:+      |
| Мецхеті (Ахалціхе) (2) | 4:5  | Дуруджі (Кварелі)           | 4:1      | 0:4      |
| СКА (Тбілісі) (2)      | 2:4  | Кізіхі (Цнорі) (2)          | 0:0      | 2:4      |
| Мешахте (Ткібулі) (2)  | 3:12 | Торпедо (Кутаїсі)           | 2:6      | 1:6      |

## Другий раунд
| Команда 1             | Заг.    | Команда 2           | 1-й матч | 2-й матч |
| --------------------- | ------- | ------------------- | -------- | -------- |
| Гурія                 | 4:2     | Азоті (Руставі) (2) | 4:1      | 0:1      |
| Зооветі (Тбілісі) (2) | -:+     | Динамо (Зугдіді)    | 1:1      | -:+      |
| Самтредіа             | 5:2     | Діла (Горі)         | 4:1      | 1:1      |
| Саповнела (Терджола)  | 4:4 (ч) | Іверія (Хашурі)     | 1:1      | 3:3      |
| Кахеті (Телаві)       | 4:5     | Динамо (Батумі)     | 4:2      | 0:3      |
| Металург (Руставі)    | 5:0     | Дуруджі (Кварелі)   | 1:0      | 4:0      |
| Торпедо (Кутаїсі)     | -:+     | Кізіхі (Цнорі) (2)  | 2:1      | -:+      |

## 1/4 фіналу
| Команда 1          | Заг. | Команда 2            | 1-й матч | 2-й матч |
| ------------------ | ---- | -------------------- | -------- | -------- |
| Динамо (Зугдіді)   | 6:3  | Гурія                | 4:1      | 2:2      |
| Самтредіа          | 3:5  | Динамо (Тбілісі)     | 2:0      | 1:5      |
| Динамо (Батумі)    | 4:3  | Саповнела (Терджола) | 3:1      | 1:1      |
| Кізіхі (Цнорі) (2) | 3:12 | Металург (Руставі)   | 2:6      | 1:6      |

## 1/2 фіналу
| Команда 1          | Заг. | Команда 2        | 1-й матч | 2-й матч |
| ------------------ | ---- | ---------------- | -------- | -------- |
| Динамо (Зугдіді)   | 4:15 | Динамо (Тбілісі) | 3:4      | 1:11     |
| Металург (Руставі) | 1:2  | Динамо (Батумі)  | 0:0      | 1:2      |

## Фінал
| 26 травня 1995 |

| Динамо (Тбілісі) | 1:0      | Динамо (Батумі) |
| ---------------- | -------- | --------------- |
| Деметрадзе 27'   | Протокол |                 |

| Динамо Арена імені Бориса Пайчадзе, Тбілісі Глядачів: 15 000 Арбітр: Отар Гунтадзе |